# Distrito de Oropesa (Antabamba)
El Distrito de Oropesa es uno de los 7 distritos de la Provincia de Antabamba  ubicada en el departamento de Apurímac, bajo la administración del Gobierno regional de Apurímac, en el sur del Perú.
Desde el punto de vista jerárquico de la Iglesia católica forma parte de la Diócesis de Abancay la cual, a su vez, pertenece a la Arquidiócesis de Cusco.

## Historia
El Distrito fue creado mediante Ley del 2 de enero de 1857, en el gobierno del Presidente Ramón Castillaen su segundo gobierno, dentro de la provincia de Aymaraes que entonces pertenecía al Cusco. con la creación de la provincia de Antabamba, pasa a integrar co¬mo cuarto distrito y el 3 de mayo de 1955, fue ratificado por el Congreso de la República, La distancia del poblado de Oropesa-Totora hacia Antabamba es significativamente mayor que a Chuquibambilla, además este último le ofrece diversos bienes y servicios, siendo lugar de paso para la comunicación y comercialización con la ciudad de Abancay.
El distrito de Oropesa es potencial importante para las provincias de Antabamba y Grau debido a la posibilidad de articulación con la ciudad de Arequipa.
Oropesa fue fundado en honor al San Francisco de Asís, su denominación toponímico es de origen toledano de España, quedando borrado el nombre aborigen de comarca Cusipata.
En el año 2018 mediante una ordenanza se modificó la fecha de celebración de aniversario del Distrito de Oropesa para 26 de junio.

## Geografía
La ciudad de Oropesa se encuentra ubicada en los Andes Centrales. Está a 3 388 m s. n. m.
- Su superficie es de 1 180.12 km²
- Tiene una población estimada de 2 372 habitantes en 2005.

## Distrito Oropesa, un paraíso escondido

### Puente de la Amistad: Uniendo dos pueblos, Oropesa y Totora
Es espectacular el panorama del puente de la amistad sobre el río de Totora Oropesa refleja la majestuosa frescura del agua y es representación viva entre dos comunidades de Totora y Oropesa. La existencia del puente es considerado una importante vía de interconexión entre dos pueblos. Este puente en utilizado hasta ahora, por lo que se considera el emblema de la amistad, una forma de conservar y recordar lo que representa para los pobladores de ambas partes y la unión de los dos pueblos.

### Maravilla de la naturaleza
Es poco conocido por los lugares vecinos, un valle cascada tras cascada, en tiempo de verano o seco el valle permanece verde lleno de flores tales la Casa de Cahuatiya.
Su geografía muestra una maqueta de piedras trabajadas por la naturaleza, como es Bosque de Piedras, se tiene la impresión de estar en un museo abierto de la naturaleza donde cada formación pétrea parece cambiar continuamente, como es el hombre sentado orpeseño observando (cocodrilo).

### Paraíso de camélidos sudamericanos
La zona es poseedora de una gran riqueza de flora y fauna tal como se indica, hay alpaca, llama; la crianza es una actividad tradicional de los habitantes del Distrito de Oropesa, su costumbre es Llama Tinka: es una ceremonia anual en honor de las alpacas y llamas, se agradece a la tierra por haber protegido a los animales contra las enfermedades y accidentes.

### Arte de tejer
Los artesanos orpeseños andinos han heredado esta tecnología milenaria para producir hilos de alpaca para tejer llicllas, ponchos, mantas, chumpis, chuspas y lazos con diseños de llamas o pajaritos, etc. de color variado mayormente negro.

### El misterio que rodea la naturaleza
- Cementerio de los antiguos pobladores
- La catedral de Piedra, ritos y mitos de la antigüedad
- Casa de Descanso
- Comunidad de Piedra
- El observador
- Nevado de Vilcarana: lugar para hacer el turismo de aventura vivencial.
- Laguna de Huacullo (macho)
- Laguna de Huacuyo (hembra)
- Catarata Trapiche (Oropesa)
- Catarata de Fusiray (Totora) Es un espectáculo de cataratas conectado con el paisaje.
- Nevado de Mallmanga

### Una gigante llamada "Puya de Raimondi"
Es una de las plantas más impresionantes que existen.
Aguas termales de Kilkata. Aguas Termales de Chiccllamarca(Oropesa)

## Autoridades

### Municipales
- 2011-2014[3]
  - Alcalde: jimmy herbert sarmiento maldonado, frente amplio.
- 2018-2022

## Festividades
- Carnavales.
- San Marcos.
- San Francisco.
- Huaylia de Totora Oropesa